# 小村真也
小村 真也（こむら しんや、2002年5月28日 - ）は、ジャパンラグビーリーグワンのトヨタヴェルブリッツに所属するラグビーユニオン選手。

## 略歴
3歳頃、大阪工業大学ラグビースクールでラグビーを始める。
大阪市立菫中学校時代は、大阪府代表として全国ジュニア・ラグビーフットボール大会で優勝し、優秀選手賞を獲得。
高校は兄の小村健太と同じ、ニュージーランドのハミルトンボーイズ高校に留学した。
帰国後、帝京大学に入る。2年時はレギュラーのウィングとして関東大学対抗戦で全試合に出場し、12トライを挙げてトライ王となる。3年時には、ウィングやフルバックとして対抗戦で7試合に先発し10トライを挙げた。4年時、帝京大学ラグビー部は全国大学ラグビーフットボール選手権大会で4連覇を果たした。
2025年1月17日、ジャパンラグビーリーグワンのトヨタヴェルブリッツへの入団を発表した。同年3月1日に行われたJAPAN RUGBY LEAGUE ONE第10節交流戦浦安D-Rocks戦にて途中出場でリーグワン公式戦初出場を果たした。同年3月、帝京大学卒業。